# 龙翔街道 (焦作市)
龙翔街道，是中华人民共和国河南省焦作市中站区下辖的一个乡镇级行政单位。

## 行政区划
龙翔街道下辖以下地区：
龙洞村、河口村、西张庄村、刘庄村、寺后村、大洼村、栗井村、周窑村、东张庄村、许河村、赵庄村、北业村、桑园村和十二会村。